# Пискарёв, Иван Григорьевич
Иван Григорьевич Пискарёв (7 ноября 1937 — 7 декабря 2003, Ростов-на-Дону) — советский хозяйственный, партийный и государственный деятель. Полный кавалер ордена Трудовой Славы (1990).

## Биография
Родился 7 ноября 1937 года в селе Большая Козинка Староминского района Краснодарского края в семье крестьянина. Член КПСС.
Трудовую деятельность начал в 1955 году в городе Новошахтинске на шахте врубовым машинистом. После службы в Советской Армии в 1961 году окончил техническое училище № 2 при «Ростсельмаше». С 1961 по 1965 год работал на «Ростсельмаше» инструментальщиком.
С 1965 по 1997 годы трудился на десятом подшипниковом заводе «ГПЗ-10» (в 1987—1993 годах — «Производственное объединение ГПЗ-10», с 1993 года — ОАО «10-ГПЗ») в Ростове-на-Дону слесарем-инструментальщиком, лекальщиком. Перешел из передовой бригады «Ростсельмаша» в отстающую на подшипниковый завод. С его приходом бригада слесарей-лекальщиков стала выполнять план. А со временем норму, которую выполняли шесть человек, выполняли втроем.
Свое мастерство передавал ученикам по лекальному участку. Ему поручали самые сложные работы по изготовлению инструмента, приспособлений оснастки по штамповке, шлифовке высокоточных подшипников. Особенно напряженно приходилось работать ему и его ученикам и коллегам в период освоения новых типов цилиндрических и игольчатых подшипников. Лично план девятой пятилетки (1971—1975) завершил за три с половиной года, десятой (1976-1980 годы) – за три. В последующие пятилетки принимал повышенные обязательства, которые выполнял качественно и досрочно.
Указами Президиума Верховного Совета СССР в 1975 и 1980 годах награждён орденами Трудовой Славы III и II степени.
Указом Президиума Верховного Совета СССР в 1986 году Пискарев Иван Григорьевич награждён орденом Трудовой Славы I степени. Стал полным кавалером ордена Трудовой Славы.
Неоднократно избирался депутатом городского и областного Совета народных депутатов.
Избирался депутатом Верховного Совета РСФСР 9-го созыва.
С 1997 года — на пенсии. Проживал в Ростове-на-Дону.
Умер в Ростове-на-Дону в 2003 году.

## Награды
- Орден трудовой славы III степени (22 апреля 1975, № 65571)
- Орден трудовой славы II степени (31 марта 1981, № 5219)
- Орден трудовой славы I степени (10 июня 1986, № 335)

- медалями[1].